# شهرستان هریس
شهرستان هریس یکی از شهرستان‌های استان آذربایجان شرقی است که از ۲ بخش مرکزی و خواجه تشکیل شده‌ست. جمعیت این شهرستان طبق سرشماری سال ۱۳۹۵ بالغ بر ۶۹۰۹۳ نفر است. مرکز این شهرستان شهر هریس می‌باشد.
شهرستان هریس از سمت شرق به شهرستان‌های سراب و مشگین‌شهر، از سمت غرب به شهرستان تبریز، از سمت شمال به شهرستان‌های اهر و ورزقان و از سمت جنوب به شهرستان بستان‌آباد محدود شده‌است.
از نقاط دیدنی این شهرستان می‌توان به آب معدنی اکوزداغی، امامزاده ابواسحاق، دربند هرزه‌ورز، میدان قلعه‌بوری، چشمهٔ سوقالخان، منطقه گردشگری سابلاق، تپه دوزده باغیر زرنق، گورستان مینق، سد پارام، سد ارباطان، تالاب زرنق، مسجد جامع زرنق و روس قلعه‌سی، پل تاریخی ونیار، برج دیده‌بانی بخشایش، برج دیده‌بانی سوپانلی زرنق اشاره کرد. نیروگاه سیکل ترکیبی هریس نیز از منابع انرژی در این منطقه است.
مرغوبترن و معروفترین فرش پشمی آذربایجان در شهرستان هریس بافته می‌شود. در چند سال اخیر جاده جدیدی ۵ کیلومتر بعد از خواجه راه اصلی اهر _ تبریز را به هریس متصل می‌کند. جاده قدیمی نیز کماکان دایر است. فاصله هریس تا تبریز حدود ۶۷ کیلومتر است.

## تقسیمات کشوری
- بخش مرکزی شهرستان هریس
  - دهستان باروق
  - دهستان بدوستان شرقی
  - دهستان خانمرود

شهرها:هریس،بخشایش، زرنق، کلوانق و اربطان
- بخش خواجه
  - دهستان بدوستان غربی
  - دهستان مواضع‌خان شرقی
  - دهستان مواضع‌خان شمالی

شهرها: خواجه

## گردشگری
از مهم‌ترین آثار تاریخی و طبیعی شهرستان هریس می‌توان به موارد زیر اشاره کرد:
- جاده توریستی هریس-مشکین شهر
- تپه باستانی دوزده باغیر شهر زرنق
- آب معدنی کی سو و موروخ زرنق
- آب معدنی اکوزداغی
- آب معدنی سوقالخان
- آرامگاه شیخ اسحاق واقع در روستای خانقاه
- آی قلعه‌سی
- پل ونیار
- تالاب زرنق
- مسجد جامع زرنق
- دریاچهٔ سد آرباتان
- دریاچهٔ سد پارام
- حوض قلعه سی واقع در روستای تاریخی اسماعیل کندی
- منطقه گردشگری ساپلاق
- منطقهٔ نمونهٔ گردشگری دربند گوراوان
- قره دره واقع در روستای ترکایش
- قودچی

## نگارخانه
<gallery>
Image:Heris 2.JPG|دریاچهٔ سد پارام‌در غرب هریس
Image:آب معدنی اکوز داغی.JPG|آب معدنی اکوز داغی
Image:آب معدنی سوقالخان.JPG|آب معدنی سوقالخان
Image:قلعه تاریخی روستای اسماعیل کندی.JPG|قلعه تاریخی روستای اسماعیل کندی
Image:قلعه تاریخی روستای اسماعیل کندی2.JPG|قلعه تاریخی روستای اسماعیل کندی
Image:آبشار ساپلاق.JPG|آبشار ساپلاق
Image:آبشار دربند گوراوان.jpg|آبشار دربند گوراوان
اب‌فشان‌مرمر